# Михалка, Джордж
Джордж Михалка (англ. George Mihalka; род. 1953) — канадский режиссёр венгерского происхождения. Наиболее известен слэшером 1981 года «Мой кровавый Валентин».

## Биография
Родился в 1953 году в Венгрии. Изучал киноискусство в Университете Конкордия в Монреале. В 1981 году снял «Мой кровавый Валентин», малобюджетный слэшер студии Paramount, который имел скромные кассовые сборы, но впоследствии стал культовой классикой жанра. С тех пор он работал в Канаде, Европе и США, трудился в самых разных киножанрах, также на телевидении. Его сатирический фильм 1993 года «Флорида» о «снежных птицах Квебека» (людях, которые мигрируют из более холодных северных частей Северной Америки в более тёплые южные края) имел огромный успех в этой провинции и был удостоен премии Golden Reel Award как самый кассовый канадский фильм года.
В 2011 году Михалка был отмечен наградой за заслуги в профессии от Гильдии режиссёров Канады.
Женат на кинопродюсере Сьюзан Каррен.

## Избранная фильмография
- «Лето пикапа» (1980)[7]
- «Мой кровавый Валентин» (1981)
- «Вечное зло» (1985)[8][9]
- «Вражеский захват» (1988)
- «Психопат» (1991)
- «Флорида» (1993)
- «На грани предательства» (1995)
- «Экспресс до Пекина» (1995)[10]
- «Поймать короля» (1996)
- «Пока не грянул гром» (1996)
- «Следствие ведёт Да Винчи» (2002—2004; шесть эпизодов)
- «Вера, обман и минимальная плата» (2012)
- «Фирма» (2012; эпизод «Глава восьмая»)